# Andriej Fietisow (koszykarz)
Andriej Siergiejewicz Fietisow ros. Андрей Сергеевич Фетисов (ur. 19 stycznia 1972 w Nowokuźniecku Rosja, daw. ZSRR) – rosyjski koszykarz, grający na pozycji silnego skrzydłowego lub środkowego.
Po zakończeniu sezonu 2000/2001 przeszedł (wraz z Gintarasem Einikisem) z CSKA Moskwa do Śląska Wrocław, gdzie rozpoczął sezon 2001/2002. W grudniu 2001 roku kontrakt został rozwiązany.

## Osiągnięcia
Na podstawie, o ile nie zaznaczono inaczej.
Drużynowe
- Mistrz ZSRR (1992)
- Wicemistrz Rosji (1993, 1999, 2005)
- Brąz mistrzostw Rosji (2003, 2004)
- Zdobywca pucharu Rosji (2003)
- Finalista pucharu Rosji (2000)
- 3. miejsce w pucharze Rosji (2005)

Indywidualne
- Najlepszy koszykarz Rosji (1993 według Sport Express)
- Lider w blokach:
  - Suproligi (2001)
  - ligi hiszpańskiej (1996)
- Uczestnik w meczu gwiazd:
  - FIBA All-Star Game (1995)
  - ligi:
    - hiszpańskiej (1995)
    - rosyjskiej (1997, 1998)

Reprezentacja
- Wicemistrz:
  - świata (1994)
  - Europy (1993)
- Brązowy medalista mistrzostw Europy (1997)
- Uczestnik:
  - igrzysk olimpijskich (2000 – 8. miejsce)
  - mistrzostw:
    - Europy (1993, 1995 – 7. miejsce, 1997)
    - Europy U–22 (1992 – 7. miejsce)
    - świata U–19 (1991 – 9. miejsce)